# فوسا (أبروتسو)
فوسا (بالإيطالية: Fossa)‏ هي بلدية في مقاطعة لاكويلا في إقليم أبروتسو الإيطالي.

## السكان
في سنة 1861 بلغ عدد السكان 1٬231 نسمة، وتطور العدد ليصل في سنة 2011 لـ 690 نسمة.
يظهر هذا المخطط البياني تطور النمو السكاني لـ فوسا (أبروتسو)